# 이누크티투트어 위키백과

이누크티투트어 위키백과는 캐나다 원주민 음절문자로 되어있는 이누크티투트어로 운영되는 위키백과 언어판이다. 2003년 7월 26일에 시작되었다. 기호는 iu이다.